# Tagliatelle

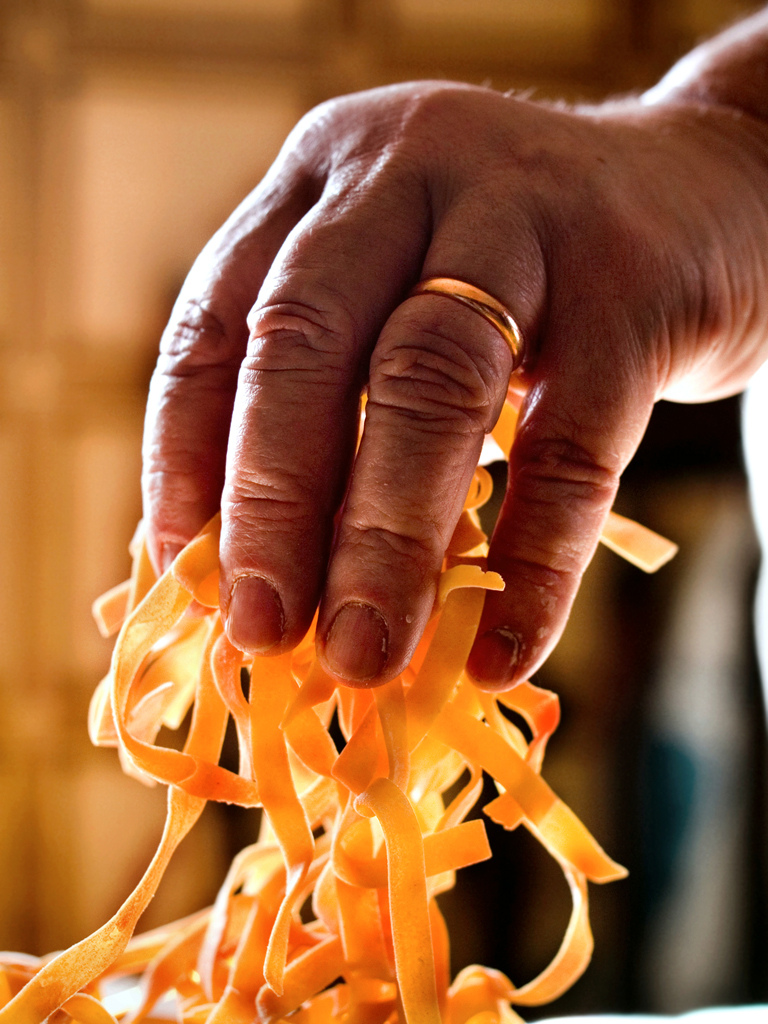
Čerstvé domácí tagliatelle

Tagliatelle a tagliolini (z italského tagliare – „řezat“) jsou těstoviny, které se tradičně vyrábějí v italských oblastech Emilia-Romagna a Marche. Tagliatelle jsou dlouhé ploché nudle, které se tvarem podobají těstovinám fettuccine a mívají na šířku 0,65 až 1 cm. Tagliatelle se podávají s různými omáčkami, tradičně především s omáčkou boloňskou. Tagliolini jsou jednou z variant tagliatelle – jsou stejně dlouhé, ale jsou tenčí a mají kruhový profil.
Dalším druhem jsou bavette – ty jsou tenčí než tagliatelle. A ještě o něco tenčí jsou pak bavettine.

## Původ
Podle jedné pověsti vytvořil první tagliatelle šikovný dvorní kuchař, kterého inspiroval slavnostní účes, který měla Lukrécie d’Este na své svatbě s Annibalem II. Bentivogliem v roce 1487. Tento příběh je ovšem žertovnou smyšlenkou z roku 1931, jejímž autorem je humorista Augusto Majani.
Pokrm dostal název tagliolini di pasta e sugo, alla maniera di Zafiran (nudle s omáčkou na Zafiranský způsob) a byl podáván na stříbrných talířích. Postupem času se tagliatelle staly běžným jídlem.
V sídle boloňské Obchodní komory je uložena replika jedné tagliatelle vyrobená z masivního zlata, která má ideální průřez 1 x 6 mm.

## Struktura a způsob přípravy

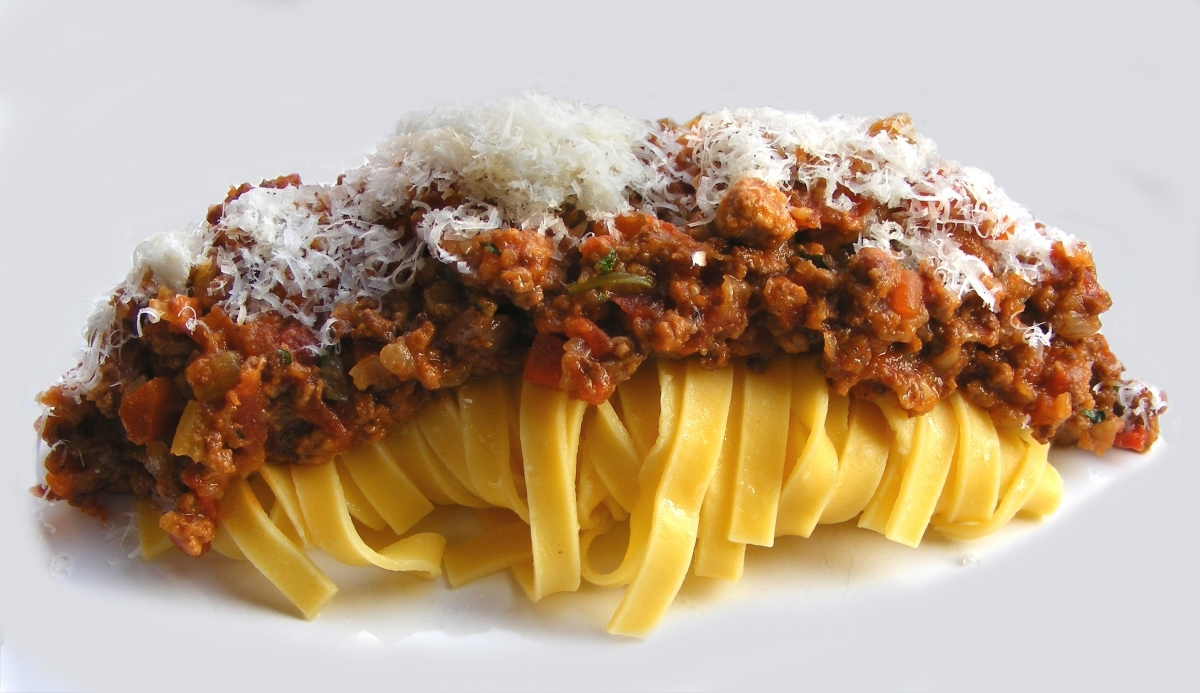
Tagliatelle naservírované s masovou omáčkou.

Tagliatelle se obvykle připravují čerstvé, takže mívají porézní hrubou strukturu. Jsou proto ideální s hustými omáčkami (z hovězího, telecího, vepřového, někdy i z králíka). Pokrmy z nich ale mohou být i méně vydatné nebo dokonce čistě vegetariánské, jako např. briciole e noci (s chlebovou strouhankou a ořechy), uovo e formaggio (s vejci a sýrem – odlehčená verze receptu carbonara), nebo prostě pomodoro e basilico (s rajčaty a bazalkou).